# Criconema paradoxiger
Criconema paradoxiger is een rondwormensoort uit de familie van de Criconematidae. De wetenschappelijke naam van de soort is voor het eerst geldig gepubliceerd in 1982 door Orton Williams.